# Empoasca fabalis
Empoasca fabalis är en insektsart som beskrevs av Delong 1930. Empoasca fabalis ingår i släktet Empoasca och familjen dvärgstritar. Inga underarter finns listade i Catalogue of Life.